# Hirebevanur, Indi
Hirebevanur là một làng thuộc tehsil Indi, huyện Bijapur, bang Karnataka, Ấn Độ.